# Robert the Bruce
Robert I của Scotland hay Robert nhà Bruce (tiếng Gael Scotland: Raibeart am Brusach) là vua của Scotland từ năm 1306 cho đến khi ông qua đời năm 1329. Robert là một trong những chiến binh nổi tiếng nhất của thế hệ của ông, cuối cùng đã lãnh đạo Scotland trong các cuộc chiến tranh độc lập Scotland chống lại nước Anh. Ông đã chiến đấu thành công dưới triều đại của mình để giành lại vị trí của Scotland là một quốc gia độc lập, và ngày nay được mọi người ở Scotland tưởng nhớ như là một anh hùng dân tộc.

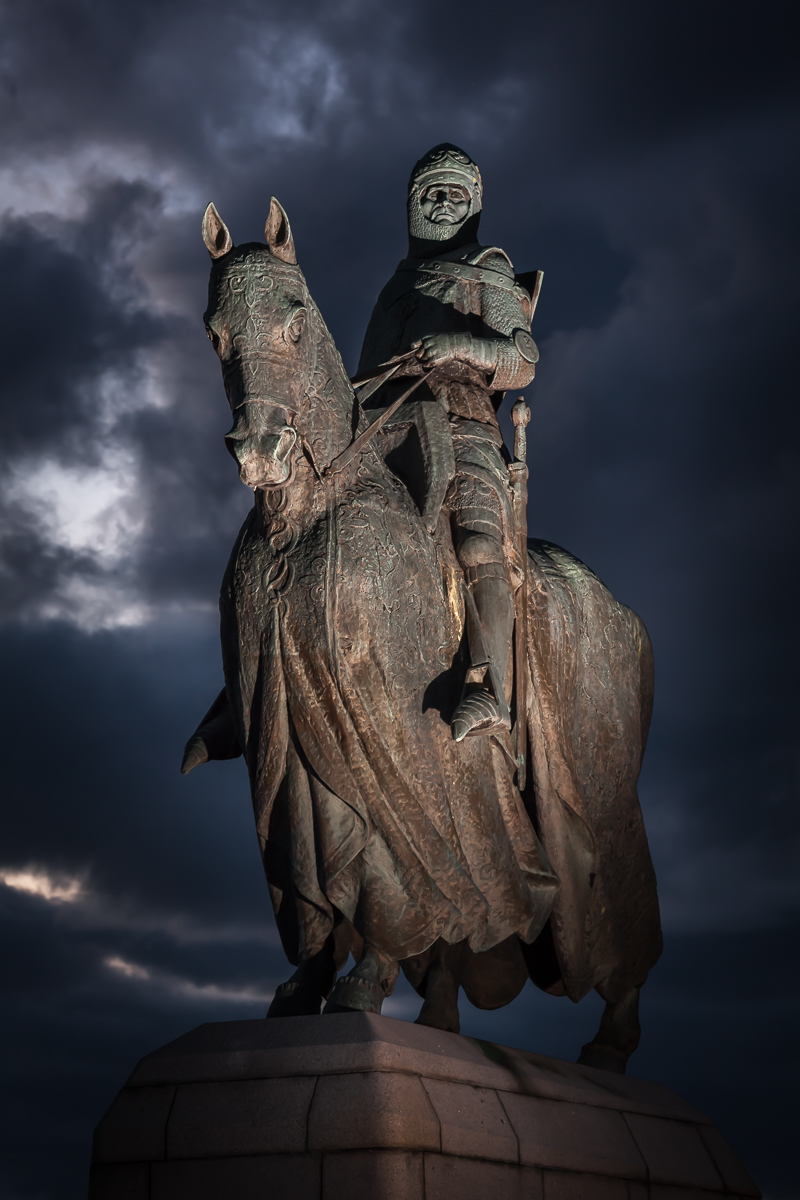
Tượng của Robert tại Bannockburn

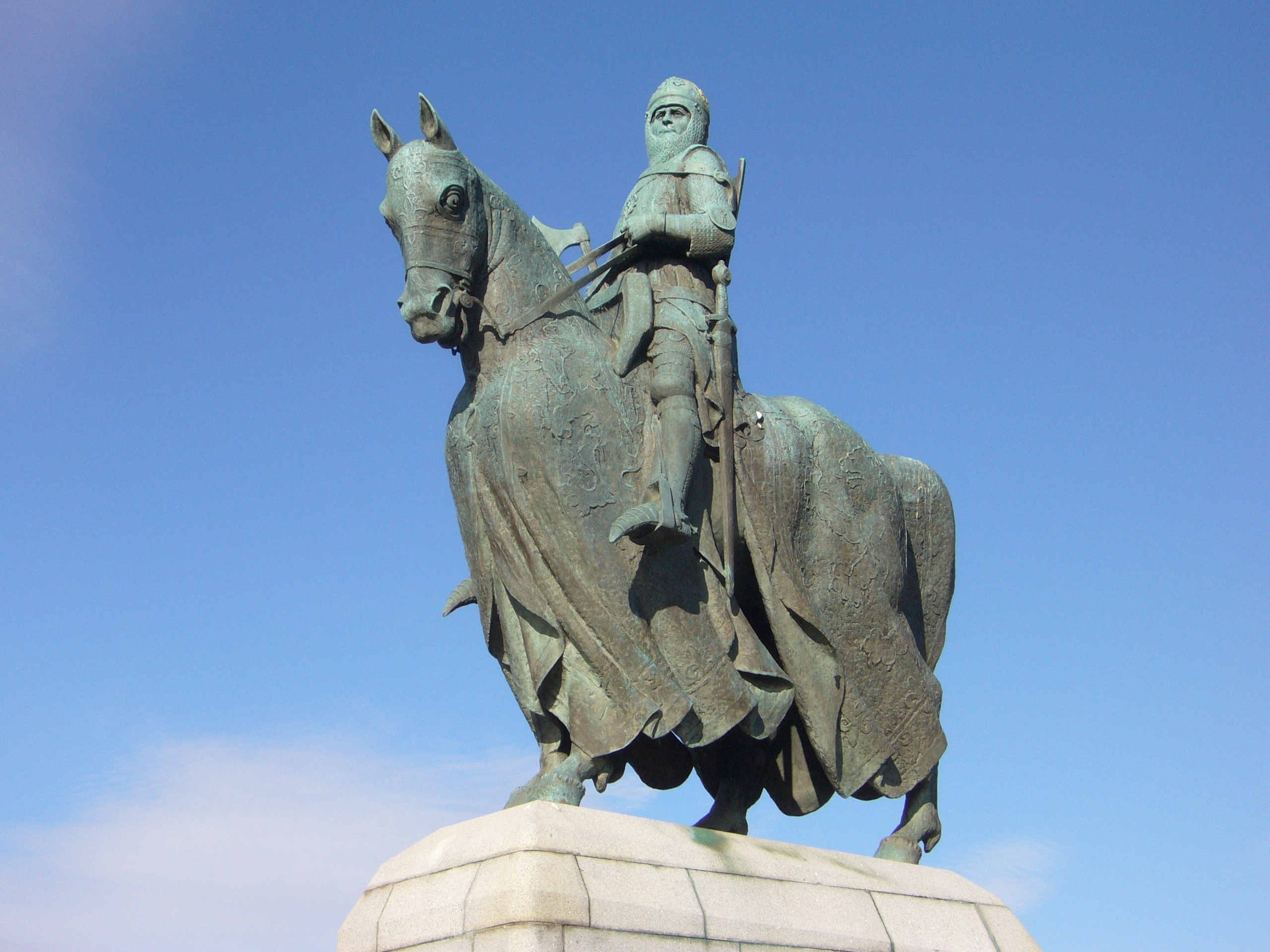
Tượng Robert nhà Bruce